# (3631) Sigyn
(3631) Sigyn (1987 BV1) – planetoida z pasa głównego asteroid okrążająca Słońce w ciągu 5,45 lat w średniej odległości 3,1 au Odkrył ją Eric Walter Elst 25 stycznia 1987 roku.